# Турбачево
Турбачево — деревня в Вологодском районе Вологодской области.
Входит в состав Семёнковского сельского поселения, с точки зрения административно-территориального деления — в Семёнковский сельсовет.
Расстояние по автодороге до районного центра Вологды — 12 км, до центра муниципального образования Семёнково — 4 км. Ближайшие населённые пункты — Абаканово, Петраково, Вотолино.
По данным переписи в 2002 году постоянного населения не было.